# Ambierle
Ambierle ist eine französische Gemeinde mit 1.877 Einwohnern (Stand: 1. Januar 2022) im Département Loire in der Region Auvergne-Rhône-Alpes. Sie gehört zum Arrondissement Roanne und zum Kanton Renaison. Die Einwohner werden Ambierlois genannt.

## Geographie
Die Gemeinde Ambierle liegt etwa 15 Kilometer nordwestlich von Roanne am Ostrand der Monts de la Madeleine im Forez und im Weinbaugebiet Côte Roannaise. Umgeben wird Ambierle von den Nachbargemeinden Changy im Norden, Saint-Forgeux-Lespinasse im Nordosten, Saint-Germain-Lespinasse im Osten, Saint-Haon-le-Vieux im Süden, Saint-Rirand im Südwesten sowie Saint-Bonnet-des-Quarts im Westen und Nordwesten.

## Bevölkerungsentwicklung
| Jahr                       | 1962 | 1968 | 1975 | 1982 | 1990 | 1999 | 2006 | 2015 | 2022 |
| Einwohner                  | 1486 | 1455 | 1422 | 1592 | 1763 | 1728 | 1811 | 1896 | 1877 |
| Quellen: Cassini und INSEE |      |      |      |      |      |      |      |      |      |

## Sehenswürdigkeiten
- Ehemalige Benediktinerabtei, späteres Priorat von Ambierle, mit der Kapelle Pierrefite im 15. Jahrhundert wieder errichtet, mit der Kirche Saint-Martin, Monument historique seit 1840/1975
- Kirche Saint-Nizier
- Museum „AliceTaverne“
- Schloss Grye

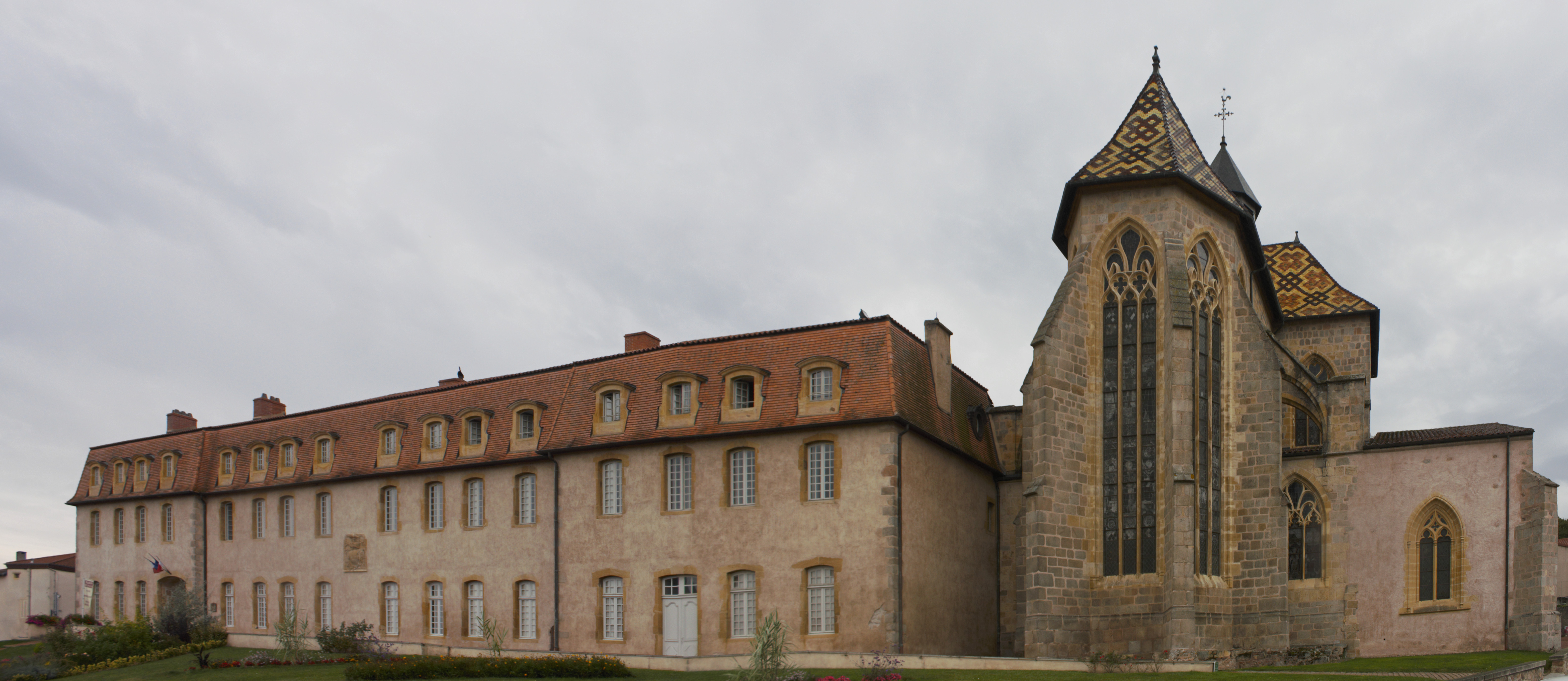
Priorat und Kirche Saint-Martin
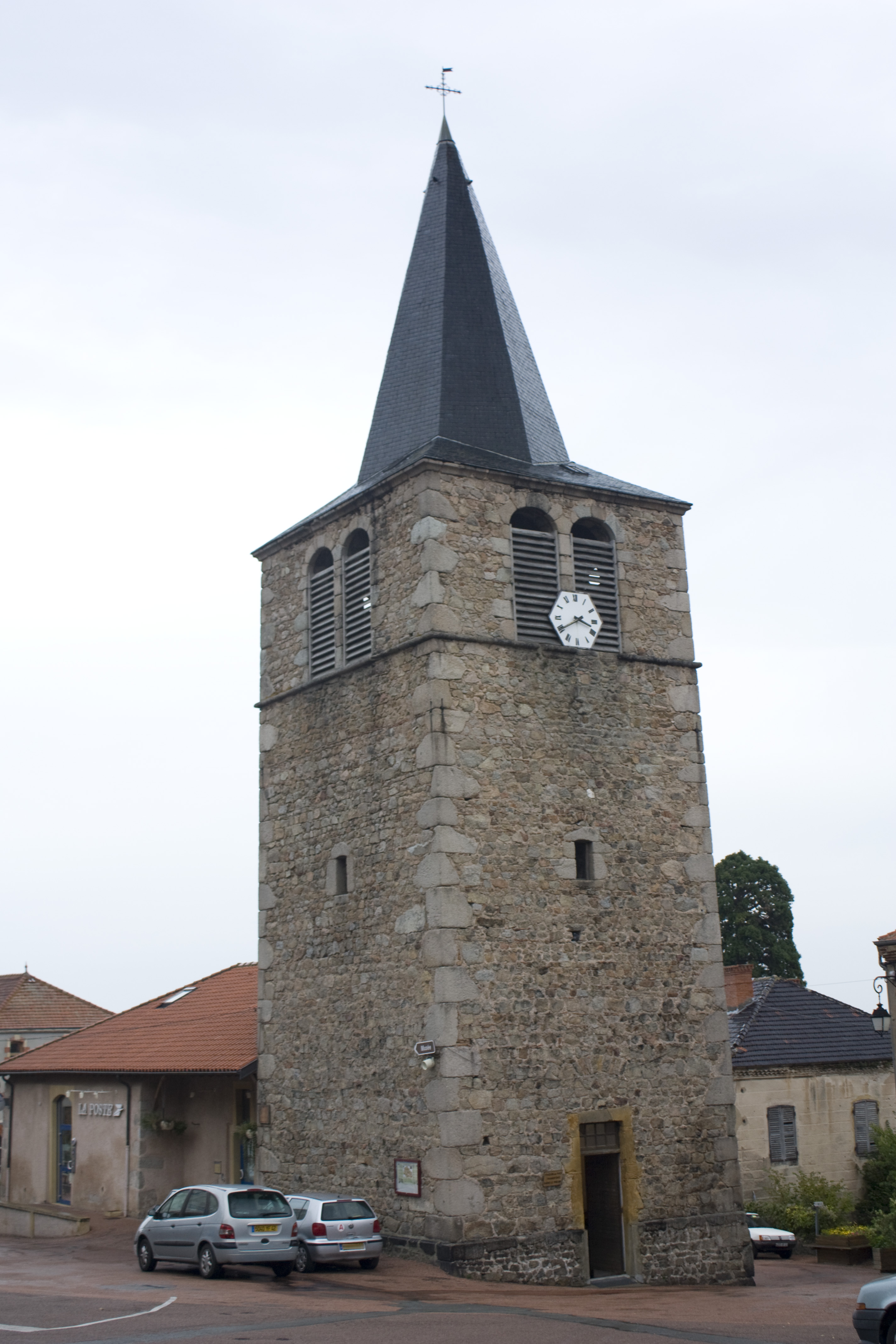
Kirche Saint-Nizier

## Persönlichkeiten
- Jean Marie Odin CM (1800–1870), Bischof von Galveston (1847–1861) und Erzbischof von New Orleans (1861–1870)
- Alice Taverne, Gründerin des örtlichen Heimat- und Volkskunde-Museums
- Jean Blanchard (1879–1914) und Francisque Durantet (1878–1914), zwei der Märtyrer von Vingré